# Prüm Air Station

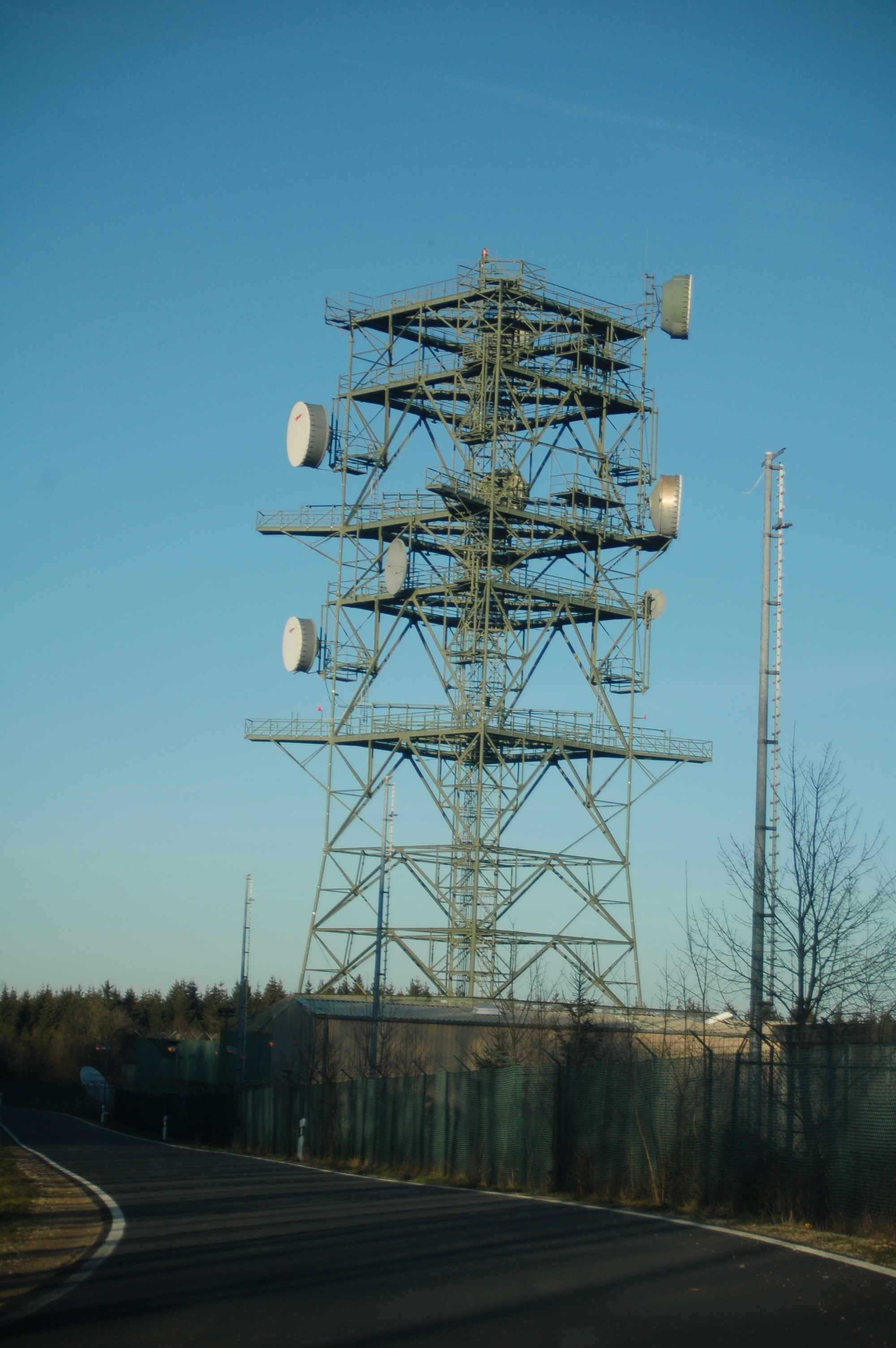
Der auffällige Stahlgittermast der Prüm Air Station von der Schneifelhöhenstraße aus fotografiert

Die Prüm Air Station ist eine ehemalige US-amerikanische Radarstation ca. 8 km nördlich von Prüm in Rheinland-Pfalz. Sie wurde in den 1950er Jahren errichtet und diente der Kommunikation zwischen NATO und den US-Streitkräften in den umliegenden Militärbasen Bitburg Air Base und Spangdahlem Air Base sowie dem US-Verteidigungsministerium. Die Anlage wurde im Jahr 2004 geschlossen.
Neben dem Funkverkehr war die Radarüberwachung durch eine mobile 407L-Einheit eine der Hauptaufgaben der Prüm Air Station. Während der Zeit des Kalten Krieges waren rund 1.000 US-Soldaten im Schneifelwald stationiert, darunter auch ca. 100 Zivilangestellte. Die Mehrzahl von ihnen lebte in der Abteistadt Prüm in der Prüm Housing, der Rest in den umliegenden Dörfern, wie zum Beispiel Niederprüm, Weinsheim.
Mit dem Wegfall des Eisernen Vorhangs und dem Ende des Kalten Krieges verlor die Radarstation zunehmend ihre Bedeutung, welches den Abzug der amerikanischen Truppen aus Prüm Anfang der 1990er zur Folge hatte. In Folge wurde mit dem Abriss der Kaserne begonnen, die Funkanlage blieb vorerst bestehen und ca. 30 Militär-Angestellte versahen weiterhin ihren Dienst. Ihr Auftrag war jedoch ein anderer, nämlich Wetterdaten an die Air Base Spangdahlem zu senden.
Dieser Auftrag endete im Sommer 2004, da das US-Militär die Wetterdaten inzwischen über deutsche Wettersatelliten erhält. Die Militäranlage um den Funk-Tower wurde noch bis zum Herbst 2011 gewartet, danach wurde auch dieser letzte Teil des Areals an die Bundesanstalt für Immobilienaufgaben übergeben.

## Stationierte Einheiten
Während des Kalten Krieges waren in der Prüm Air Station unter anderem folgende Einheiten ansässig:
- 601st Tactical Control Squadron
- 612st Tactical Control Flight
- 447th Signal Battalion
- 7025th Air Postal Squadron
- 2139th Communication Squadron
- 66th Headquarters Squadron (Sembach and Zweibrucken AB)

## Konversion

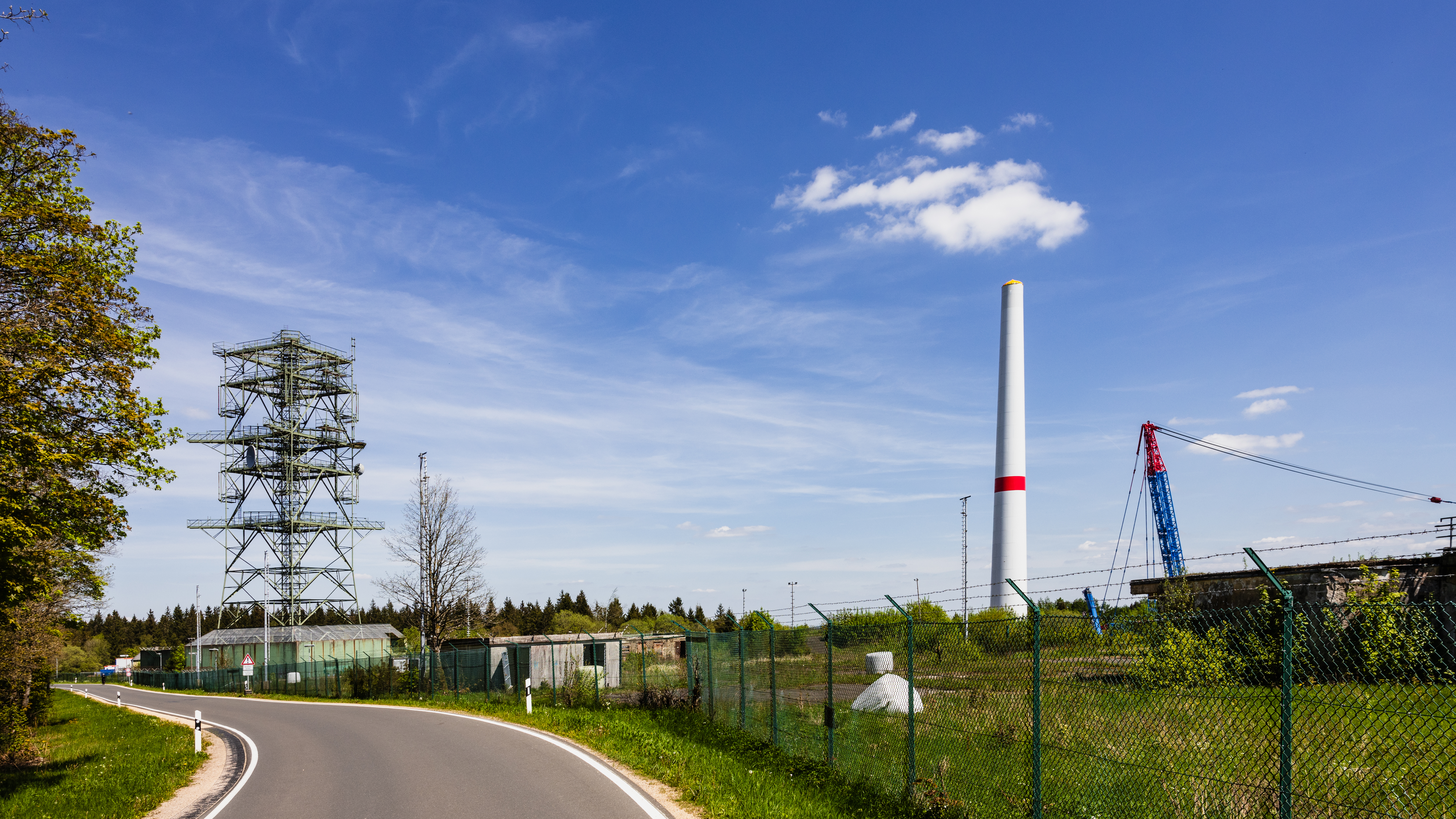
Windpark Prüm Air Station im Bau (2024)

Seit 2023 erfolgt durch die RES Deutschland GmbH eine zivile Umnutzung des Geländes. Unter dem Namen Windpark Prüm Air Station werden zwei Windkraftanlagen vom Typ N149/5.x gebaut (Stand Mai 2024). Nach Angaben der Projektbetreiber können mit der erwarteten Stromproduktion etwa 13.500 Haushalte mit regenerativer Energie versorgt werden.